# Divci (Valjevo)

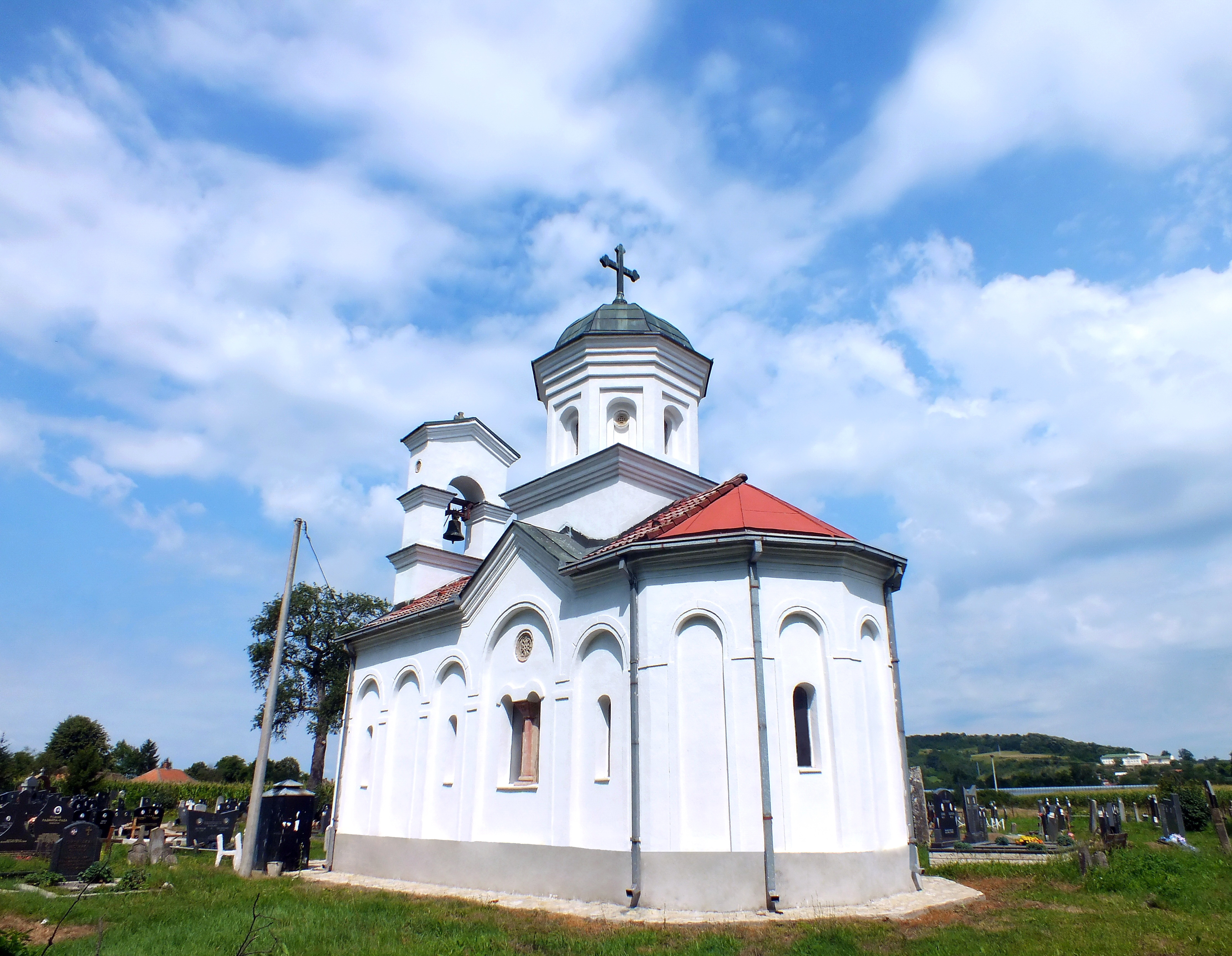
Kerk

Divci (Servisch cyrillisch Дивци) is een plaats in de Servische gemeente Valjevo. De plaats telt 717 inwoners (2002).

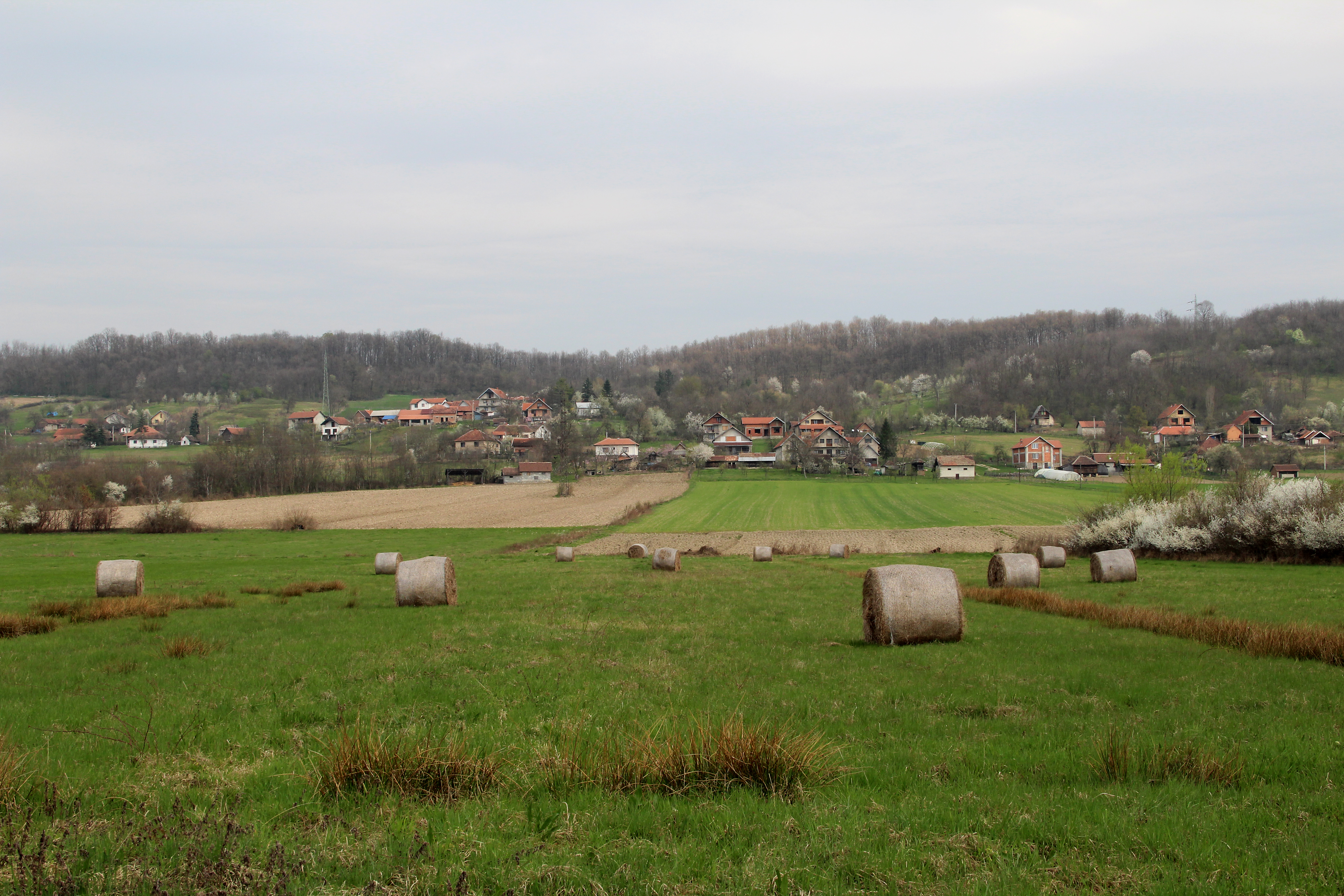
Divci - panorama
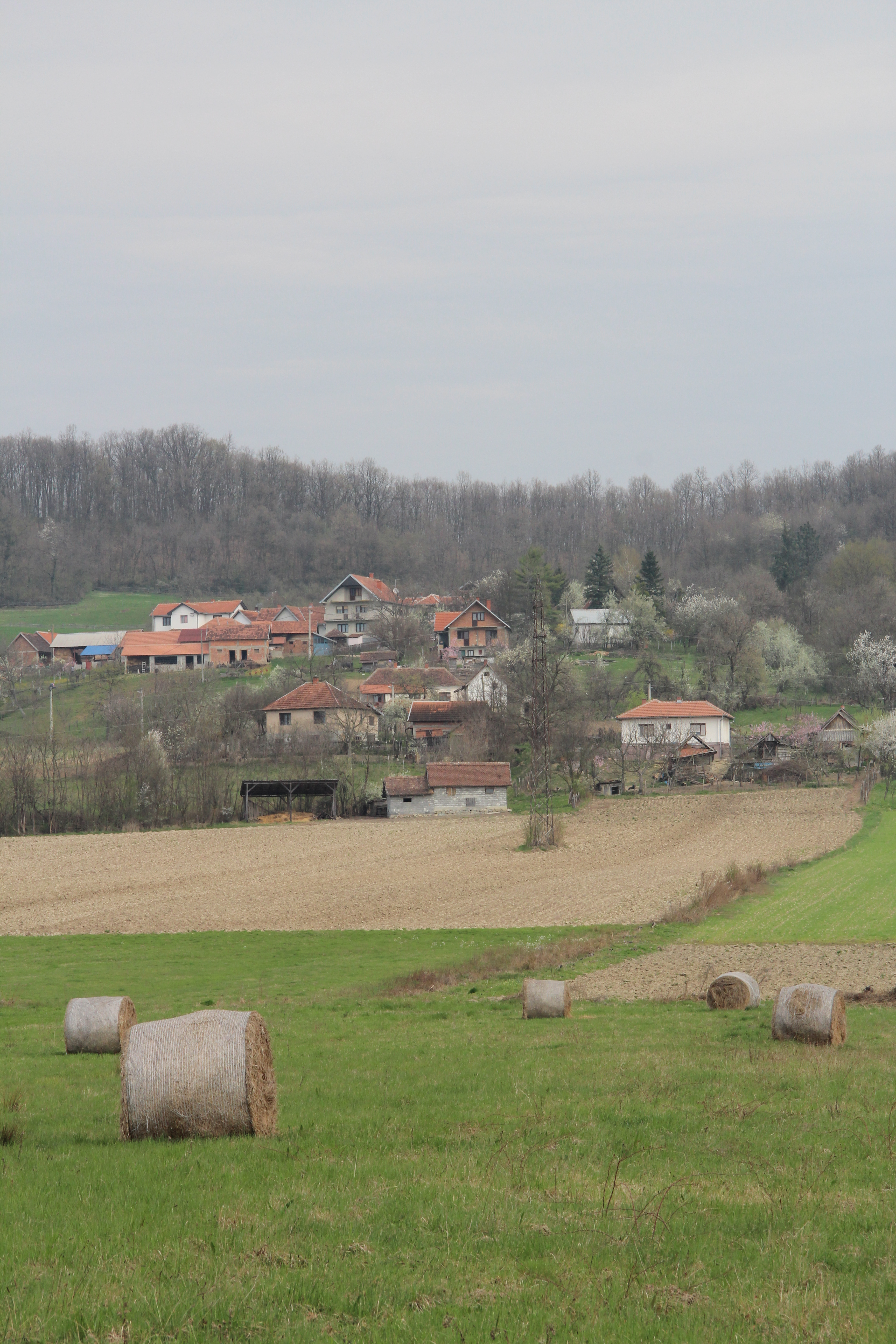
Divci - panorama
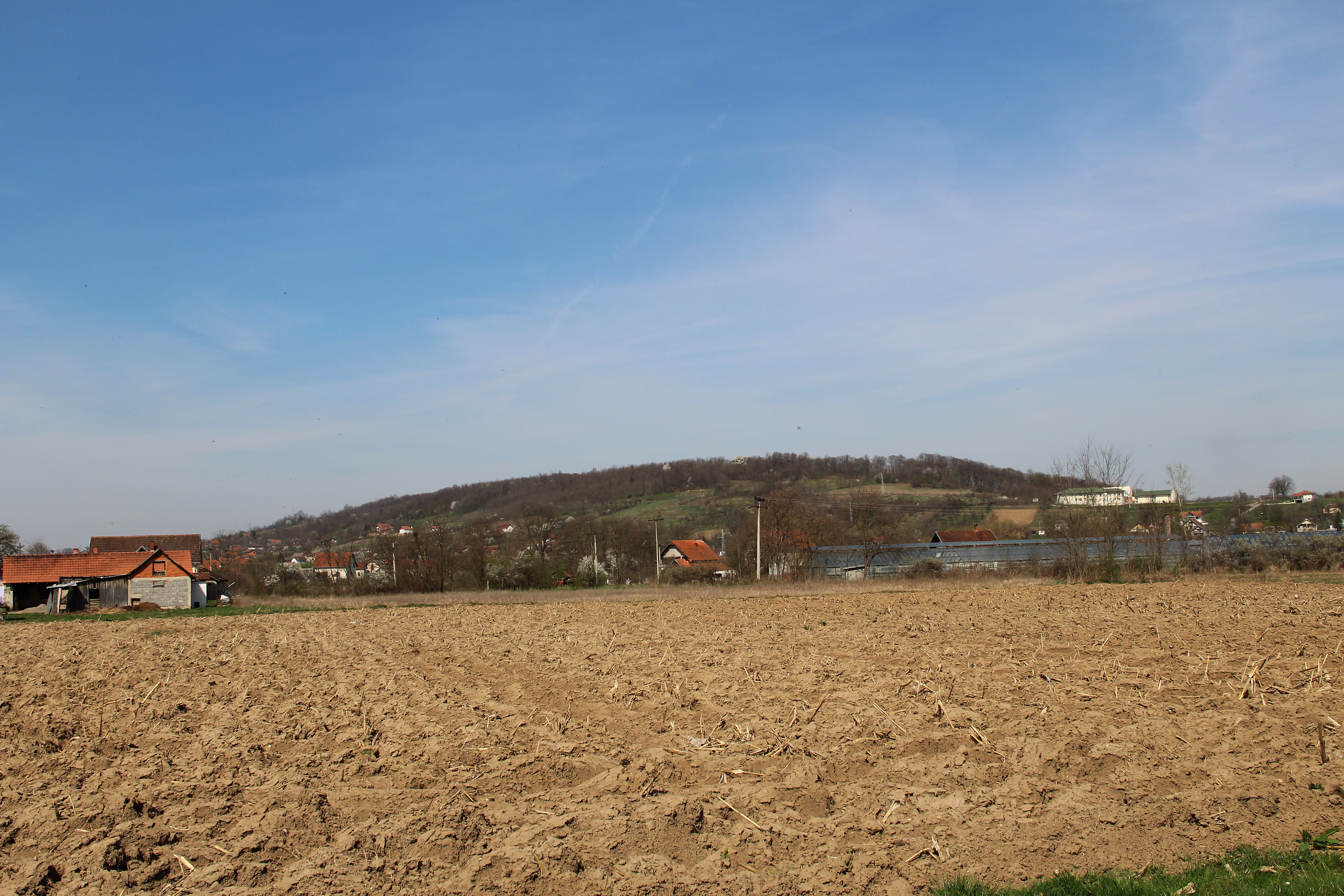
Divci - panorama
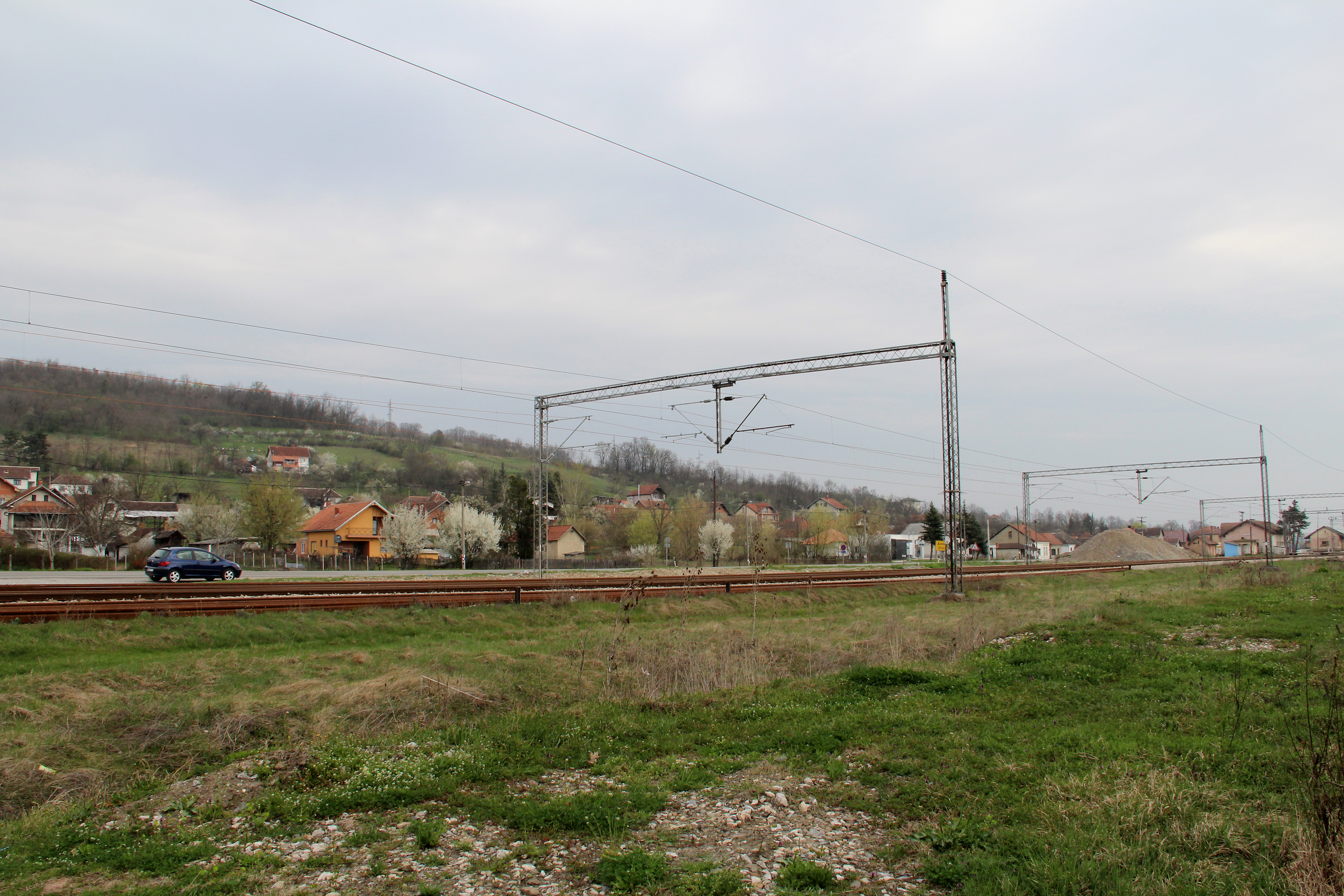
Divci – panorama
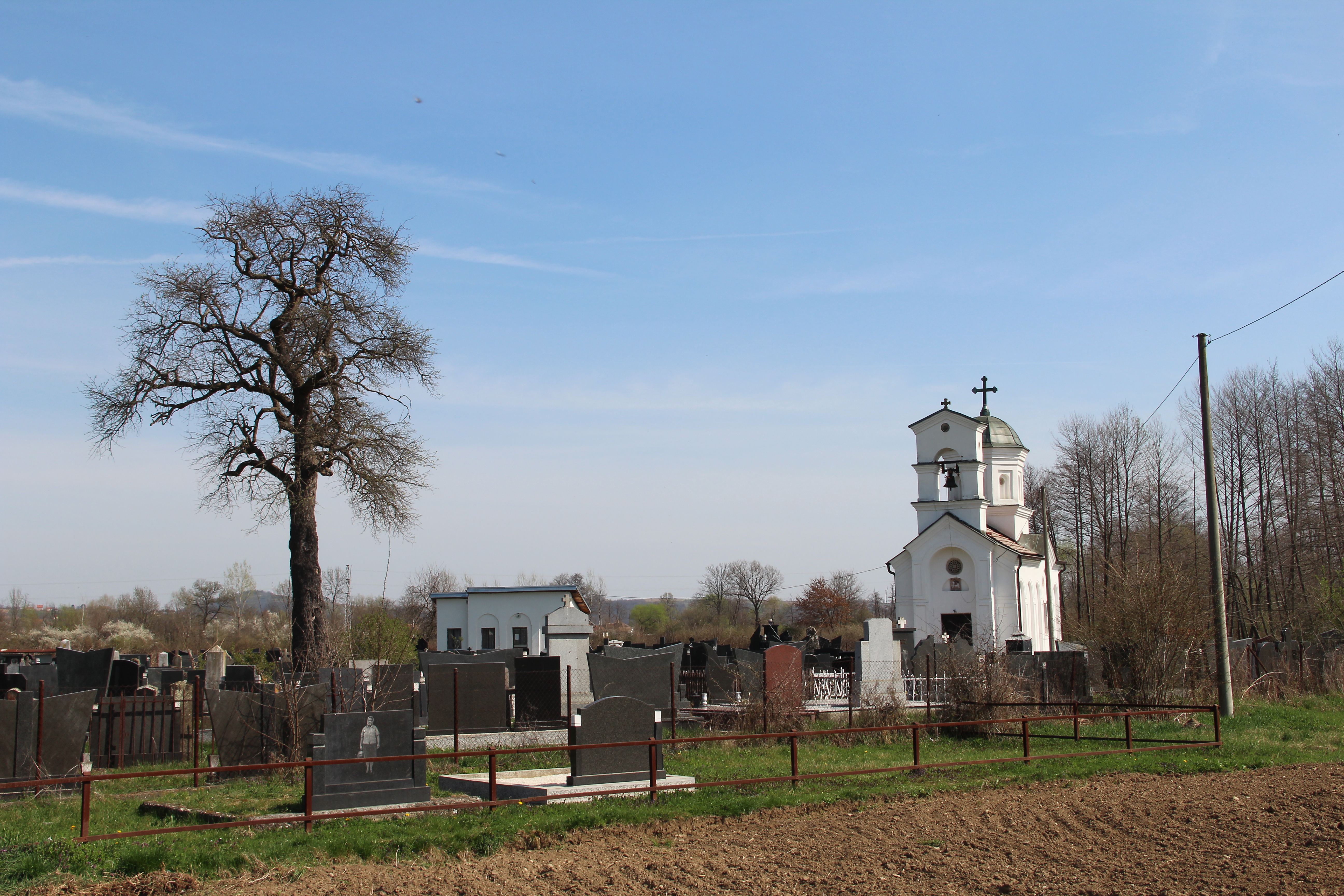
Divci - Kerk en dorp begraafplaats
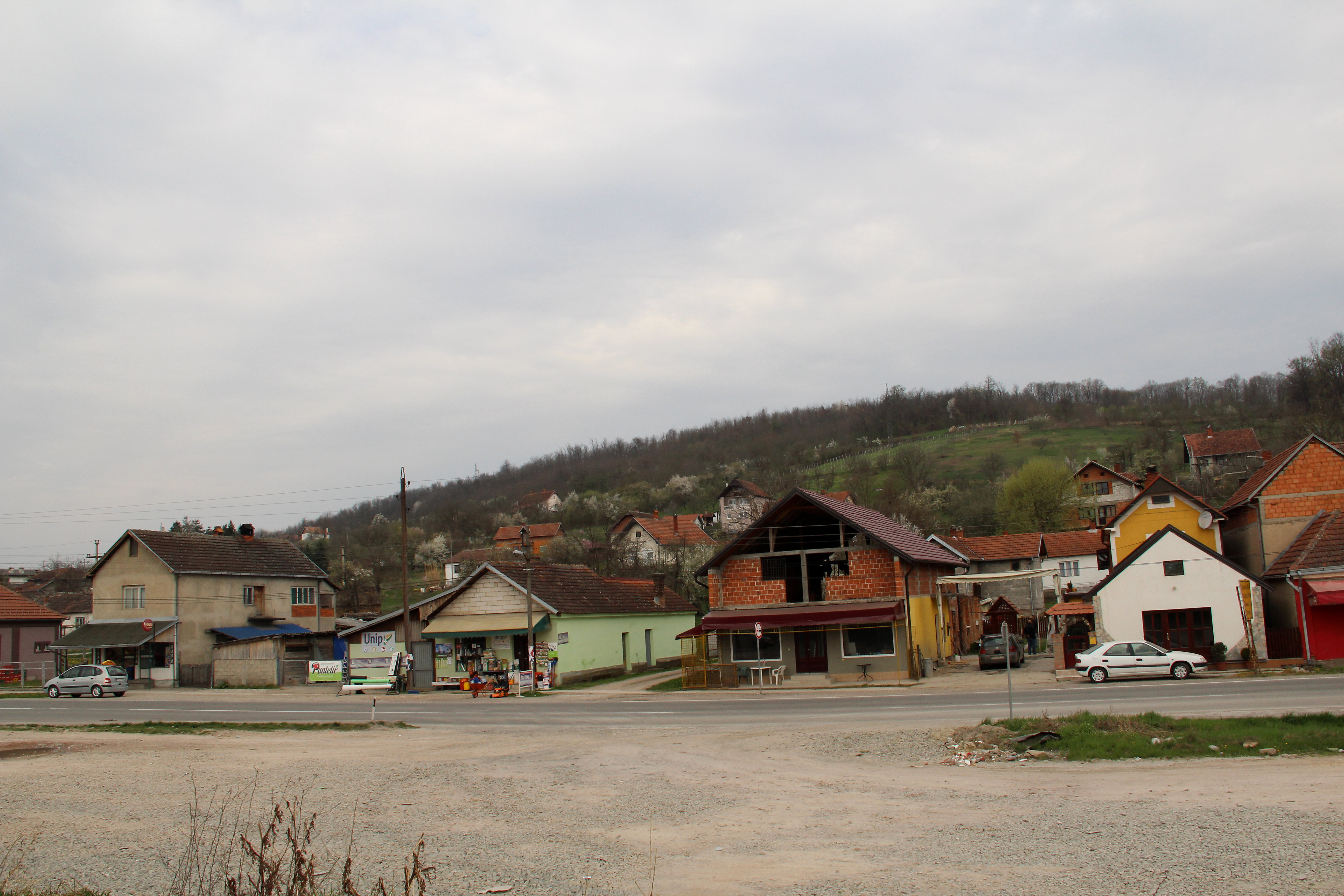
Divci - panorama - centrum
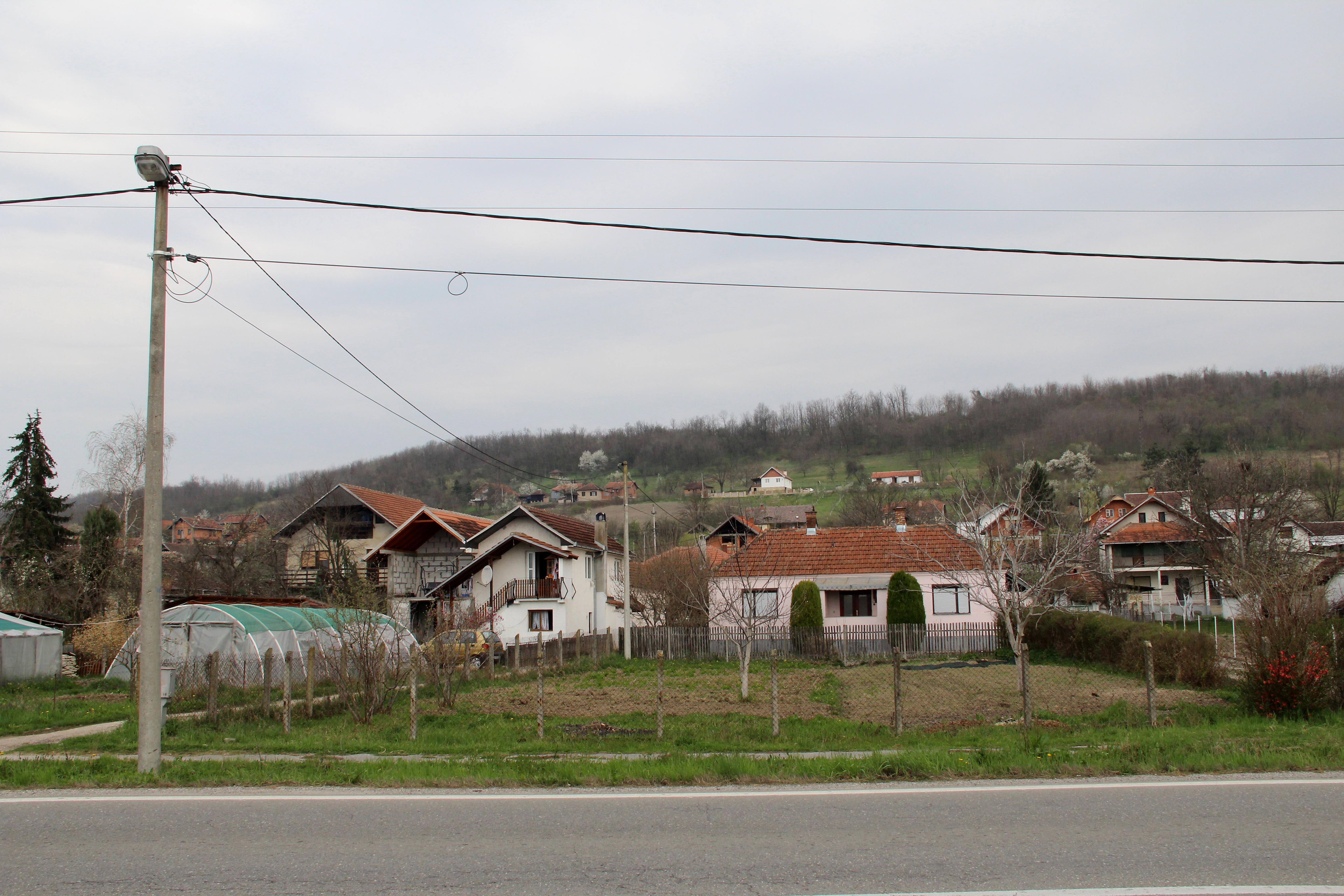
Divci - panorama - centrum
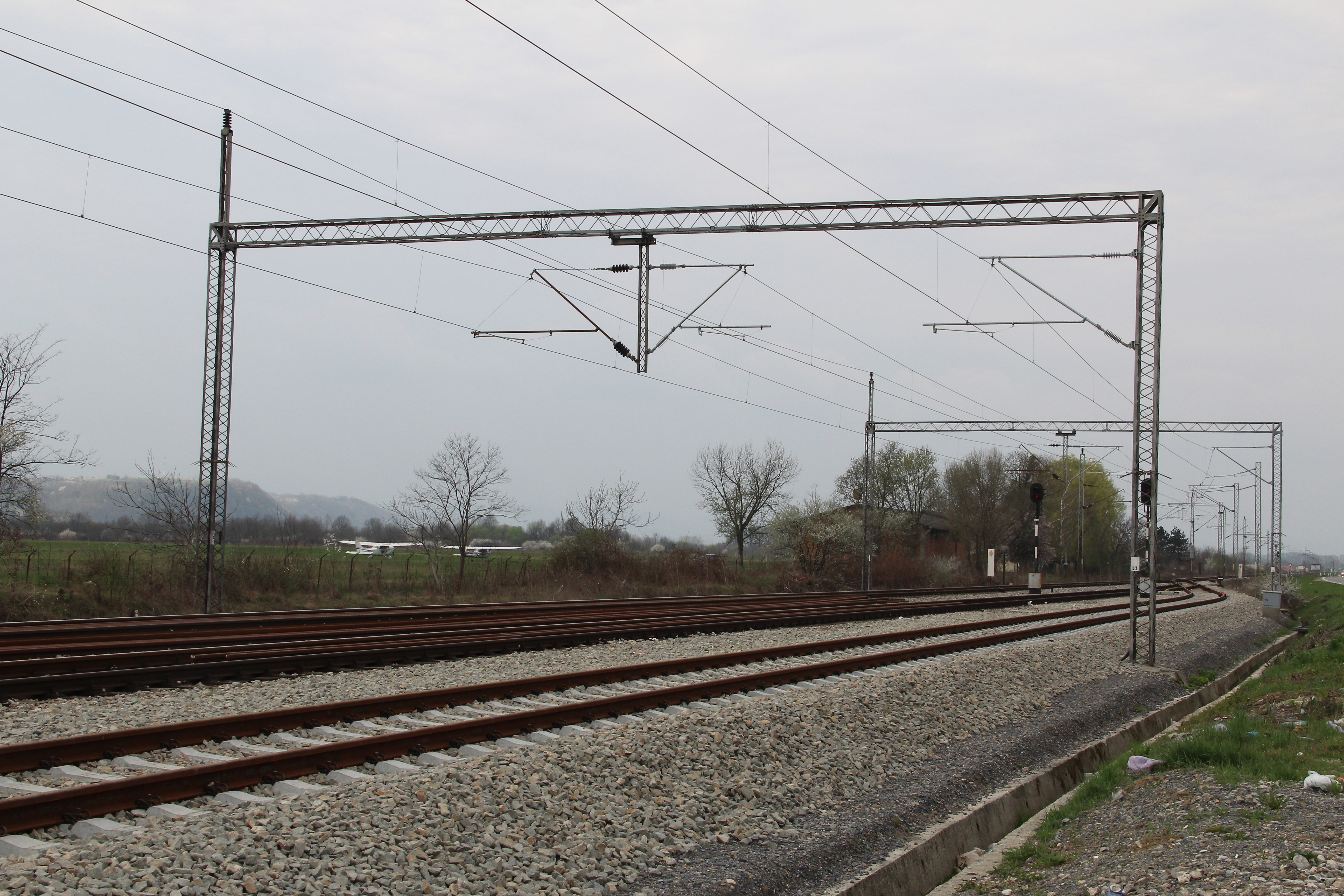
Divci - Railroad Belgrado - Bar
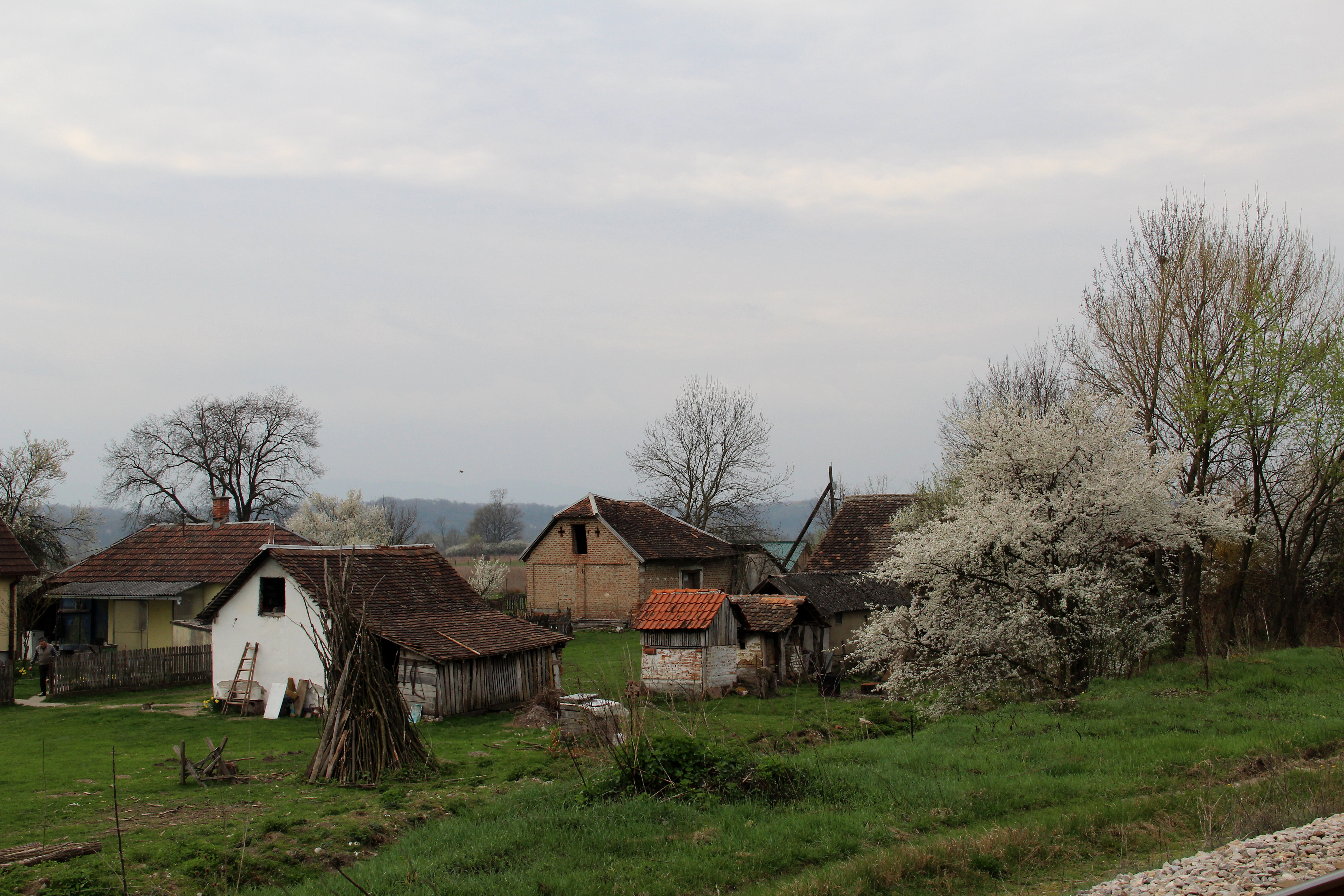
Divci - landelijke woning
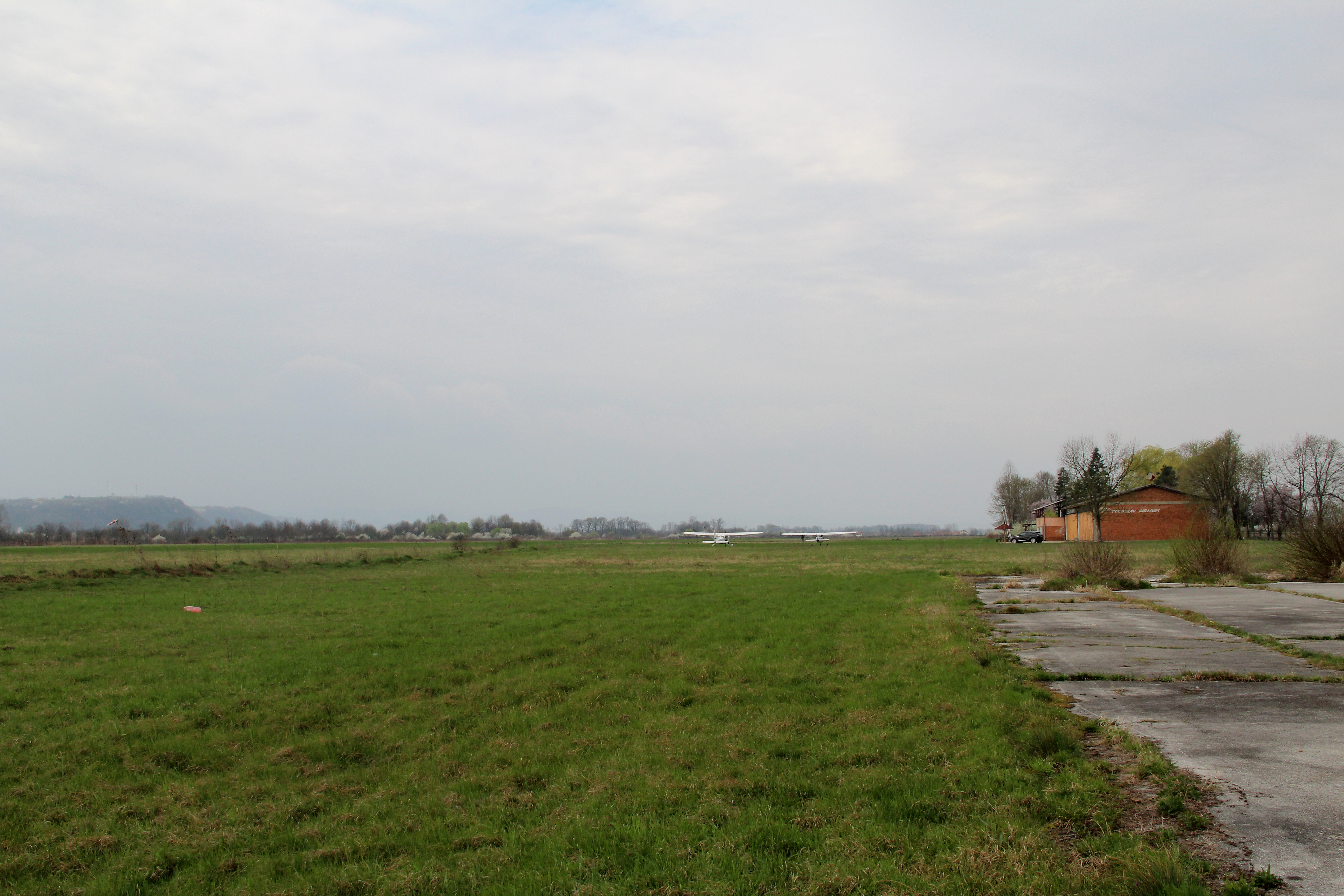
Divci - een sport-vliegveld
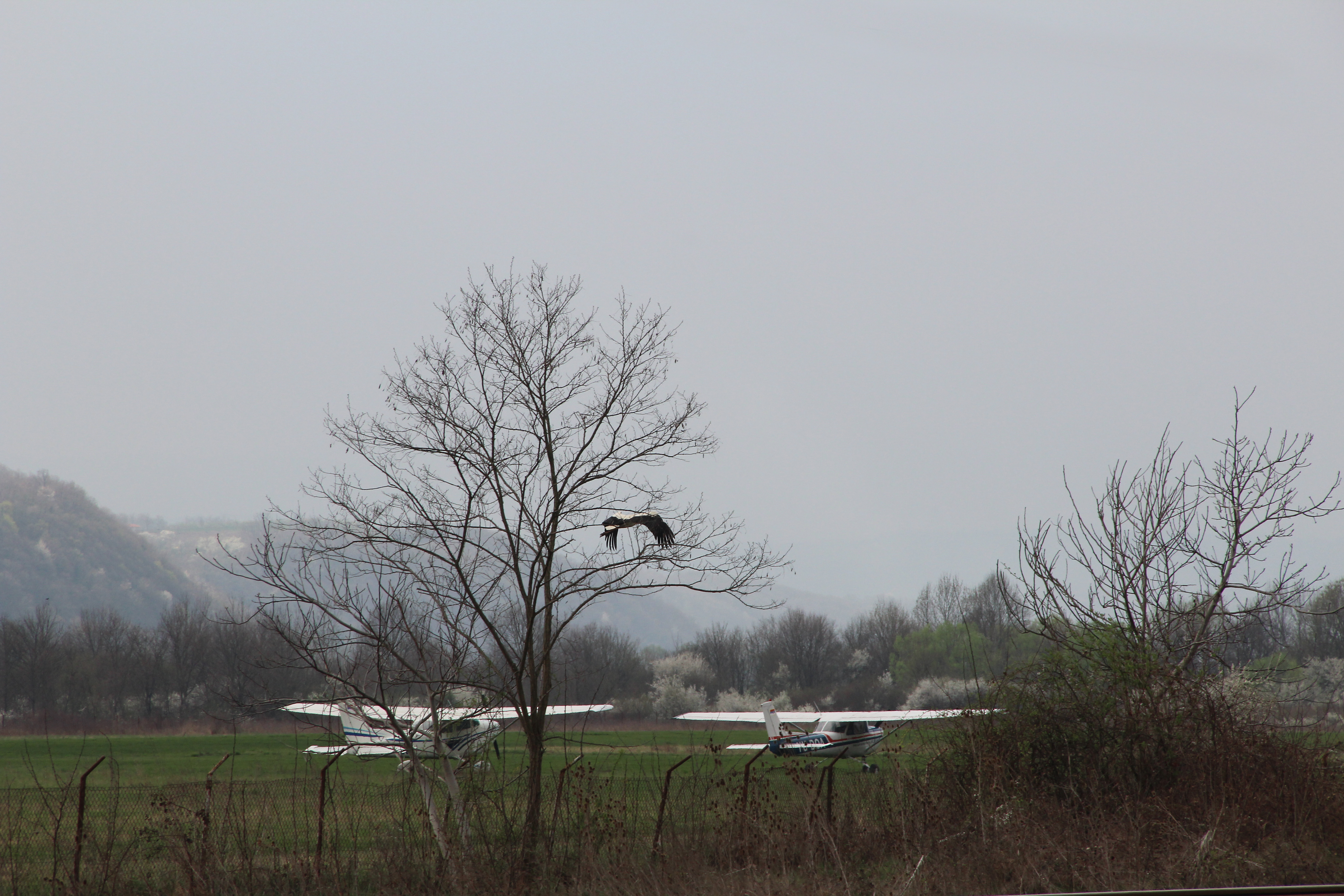
Divci - een sport-vliegveld
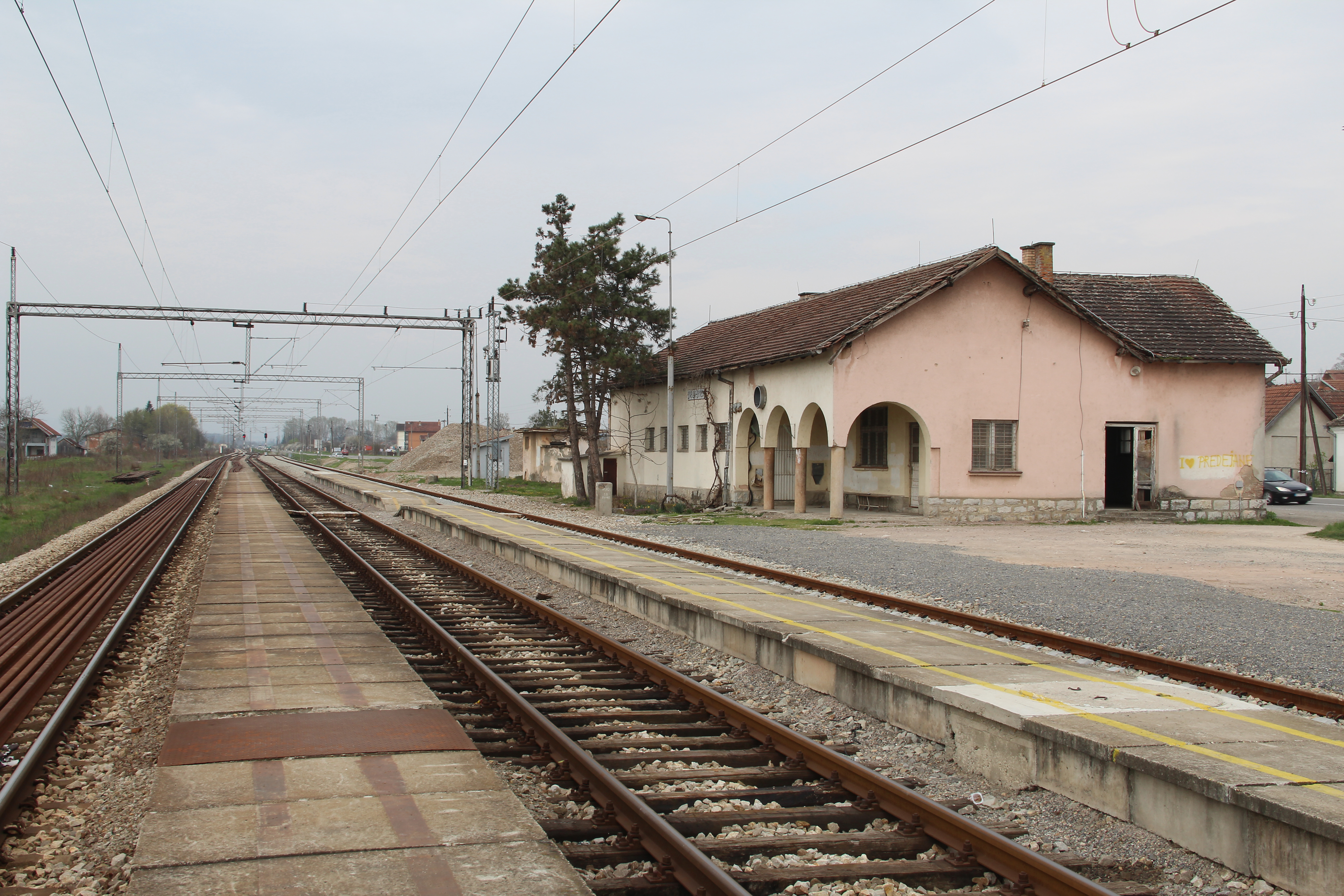
Divci - treinstation